# Навчально-виховний комплекс № 7 (Хмельницький)
НВК № 7 — навчально-виховний комплекс № 7 (26 школа) міста Хмельницького.

## Історія
Школа відкрита у 1986 році. Її першим директором став Наугольний Валентин Андрійович. У 1999 році школа переорганізована в навчально-виховний комплекс (НВК) у складі загальноосвітньої школи та ліцею. У 1998 керівником цього навчального закладу назначається Байдич Володимир Григорович. Він працював на цій посаді до 2001 року. 2001 року заклад очолює Остапчук Юрій Володимирович. З 2017 року стала директором Горенко Ольга Миколаївна.

## Персонал та учні
В НВК № 7 навчаються близько тисячі учнів, працюють 73 педагоги та 37 осіб обслуговчого персоналу. Серед педагогів: 49 вчителів вищої категорії, 31 старших вчителів,10 вчителів-методистів, 6 «відмінників освіти України», 13 вчителів-переможців та лауреатів конкурсу «Вчитель року».
У школі функціонує 36 класів, з них 15 – початкових, 17 – основної школи та 4 ліцейних класи. Упродовж останніх років відзначається збільшення кількості учнів у початкових класах. Щороку школа набирає 4 перших класи.
НВК № 7 став у 2008, 2010 та 2011 роках переможцем у конкурсі на найкращий благоустрій «Хмельницький — наш дім».
Допрофільна підготовка здійснюється в НВК з 8-го класу. Сформовані класи з поглибленим вивченням української мови, біології, інформатики, історії, профільні інформаційно-технологічні класи, біотехнологічні та філологічні. Старша школа на 100 % забезпечує профільне навчання. За останніх п'ять років 39 учнів перемогли у II етапі Всеукраїнських предметних олімпіад з базових дисциплін. Учениця Анастасія Сидорук стала переможницею у III етапі, а також лауреатом IV етапу Всеукраїнської олімпіади з англійської мови (вчитель — Москаленко А. С.).
19 учнів НВК № 7 здобули перемогу у І етапі Всеукраїнського конкурсу- захисту науково-дослідницьких робіт учнів-членів МАН. Учень Богдан Шептицький переміг у II (обласному) етапі цього конкурсу, а Вікторія Стинська стала лауреатом II (обласного) етапу конкурсу-захисту МАН учнівської молоді. 6 педагогів визнано переможцями у конкурсі «Вчитель року».
У навчальній роботі широко використовуються комп'ютерні технології. Учителі школи є учасниками проекту INTEL. У школі розроблений цикл уроків з усіх навчальних предметів інваріативної частини навчального плану з використанням комп'ютерних технологій.

## Випускники
За 25 років школу закінчили та отримали атестат про повну загальну середню освіту понад 1550 випускників. Із золотою та срібною медалями навчальний заклад закінчили 78 випускників.
Школа з перших років впровадження ЗНО брала активну участь як пункт тестування. У ЗНО 2011 року брало участь 100 % випускників школи.
Двоє учнів школи, за результатами тестування 2011 року, отримали максимальну кількість балів — 200. Це — Анастасія Сидорук (англійська мова) та Анастасія Купчик (українська мова). А в 2012 році лише одна людина отримала максимальну кількість балів — 200. Це — Грицькова Анастасія (математика).

## Нагороди
Упродовж багатьох років педагогічний колектив працював над розробкою та впровадженням здоров'язберігаючої, здоров'язміцнюючої та здоров'яформуючої технології навчання і виховання.
Як підсумок роботи, була розроблена модель «НВК № 7 — школа сприяння здоров'ю», а школа перемогла у II етапі Всеукраїнського конкурсу-захисту шкіл сприяння здоров'ю, відзнака МОН за впровадження інноваційних педагогічних технологій та участь у міжнародній виставці «Сучасна освіта України». З 2006 року НВК № 7 є освітньо-інформаційним центром розвитку Національної мережі шкіл сприяння здоров'ю України.